# Singles 1968-1971
Singels 1968–1971 är ett samlingsboxalbum som innehåller singlar med The Rolling Stones från åren 1968–1971. Singels 1968–1971 är den tredje i en serie av tre med låtar som inte släpptes på någon LP. Albumet släpptes den 28 februari 2005.

## Låtlista
Alla låtar är skrivna av Mick Jagger och Keith Richards där inget annat namn anges.
Skiva 1
1. Jumpin' Jack Flash -3:38
2. Child of the Moon -3:12

Skiva 2
- Street Fighting Man -3:09
- No Expectations -3:55

1. Surprise Surprise -2:30
2. Everybody Needs Somebody to Love (Solomon Burke/Bert Russell/Jerry Wexler) -5:03

Skiva 3
1. Honky Tonk Women -3:00
2. You Can't Always Get What You Want -4:50

Skiva 4
- Meno From Turner -4:07
- Natural Magig (Jack Nitzsche) -1:39

Skiva 5
1. Brown Sugar -3:49
2. Bitch -3:36

Skiva 6
1. Wild Horses 5:42
2. Sway -3:47

Skiva 7
1. I Don't Know Why (Stevie Wonder/Paul Riser/Don Hunter/Lula Hardaway) -3:01
2. Try A Little Harder 2:17

Skiva 8
1. Out Of Time -3:22
2. Jiving Sister Fanny -3:20